# Кора за баница
Вижте пояснителната страница за други значения на Кора.
Кора за баница e тестено изделие, най-често използвано за направата на баници, откъдето идва и името му. На практика рядко се използва една кора и затова по-често се използва в множествено число – кори за баница. Освен за баници, кори могат да се използват и за направата на сладки.
Корите представляват тесто с много малка дебелина и значителна площ. Дебелината е от 1 до 3 – 4 мм, а ширината и дължината варират и обикновено са няколко дециметра. С така оформеното тесто се завива някаква плънка и тестото се подлага на термична обработка (печене, пържене или варене).

## Приготвяне
Всички методи използват жилаво тесто, което може да променя формата си без да се къса. Разликите са предимно в начина на оформянето.

### Разточване
Основния начин на приготвяне е чрез притискане с точилка (разточване) на много тънки слоеве. Тестото се къса на малки топки и чрез притискане и търкаляне на точилката постепенно се намалява дебелината за сметка на увеличение на останалите размери. В зависимост от желаните крайни размери на корите се разточват различно големи парчета тесто.

### Разтягане
Тестото може да се тегли с ръце върху маса като подготовка за разточване или като самостоятелен метода за приготвяне. В работилниците за приготване на баници (баничарници) често се използва този метод поради по-високата му производителност. За постигане на минимална дебелина накрая тестото се върти около тялото и се използва центробежна сила за разтеглянето му. Площта на такава кора може да надхвърли 1 м2.

## Употреба
Основно корите се използват за баници, но имат и други приложения. Домашната юфка се приготвя като нарязани и изсушени кори се съхраняват, и впоследствие се варят.